# Шрамкова, Ребекка
Ребекка Шрамкова (англ. Rebecca Šramková; род. 19 октября 1996, Братислава) — словацкая теннисистка; победительница одного турнира WTA в одиночном разряде; финалистка Кубка Билли Джин Кинг (2024) в составе сборной Словакии.

## Спортивная карьера
В 2013—2024 годах стала победительницей тринадцати турниров ITF в одиночном разряде.
И в 2013—2022 годах стала победительницей ещё четырёх турниров ITF в парном разряде.

### 2024
В начале июля 2024 года на Уимблдонском турнире в одиночном разряде в первом раунде соревнований проиграла опытной украинке Марте Костюк со счётом 3-6, 2-6.
В середине сентября стала финалисткой турнира WTA 250 в тунисском Монастире, где она в финале проиграла британской теннисистке Сонай Картал со счётом 3-6, 5-7.
В конце сентября 2024 года завоевала первый титул WTA на турнире в Хуахине (Таиланд), в финале победив немку Лауру Зигемунд со счётом 6-4, 6-4.

## Итоговое место в рейтинге WTA по годам
| Год  | Одиночный рейтинг | Парный рейтинг |
| 2023 | 129               | 986            |
| 2022 | 316               | 550            |
| 2021 | 167               | 486            |
| 2020 | 203               | 398            |
| 2019 | 171               | 375            |
| 2018 | 233               | —              |
| 2017 | 324               | 976            |
| 2016 | 119               | 454            |
| 2015 | 312               | 547            |
| 2014 | 444               | 652            |
| 2013 | 605               | 908            |
| 2012 | 1158              | —              |

## Выступления на турнирах

### Финалы турнировWTAв одиночном разряде (3)

#### Победа (1)
| Легенда:                    |
| --------------------------- |
| Турниры Большого шлема (0)* |
| Олимпиада (0)               |
| Итоговый турнир WTA (0)     |
| WTA 1000 (0)                |
| WTA 500 (0)                 |
| WTA 250 (1)                 |

| Титулы по покрытиям | Титулы по месту проведения матчей турнира |
| ------------------- | ----------------------------------------- |
| Хард (1)*           | Зал (0)                                   |
| Грунт (0)           | Зал (0)                                   |
| Трава (0)           | Открытый воздух (1)                       |
| Ковёр (0)           | Открытый воздух (1)                       |

* количество побед в одиночном разряде.
| №  | Дата             | Турнир               | Покрытие | Соперница в финале | Счёт    |
| 1. | 22 сентября 2024 | Хуахин, Таиланд (II) | Хард     | Лаура Зигемунд     | 6-4 6-4 |

#### Поражения (2)
| №  | Дата             | Турнир          | Покрытие | Соперница в финале | Счёт    |
| 1. | 15 сентября 2024 | Монастир, Тунис | Хард     | Сонай Картал       | 3-6 5-7 |
| 2. | 3 ноября 2024    | Цзюцзян, Китай  | Хард     | Виктория Голубич   | 3-6 5-7 |

### Финалы командных турниров (1)

#### Поражение (1)
| №  | Год  | Турнир                | Место проведения | Покрытие   | Команда                                                                     | Соперницы в финале                                                     | Счёт |
| -- | ---- | --------------------- | ---------------- | ---------- | --------------------------------------------------------------------------- | ---------------------------------------------------------------------- | ---- |
| 1. | 2024 | Кубок Билли Джин Кинг | Малага, Испания  | Хард (зал) | Словакия В.Грунчакова, Т. Михаликова, А. Шмидлова, Р. Шрамкова, Р. Ямрихова | Италия Л. Бронцетти, Э. Коччаретто, Ж. Паолини, М. Тревизан, С. Эррани | 0-2  |